# St. Lucas (Pattensen)

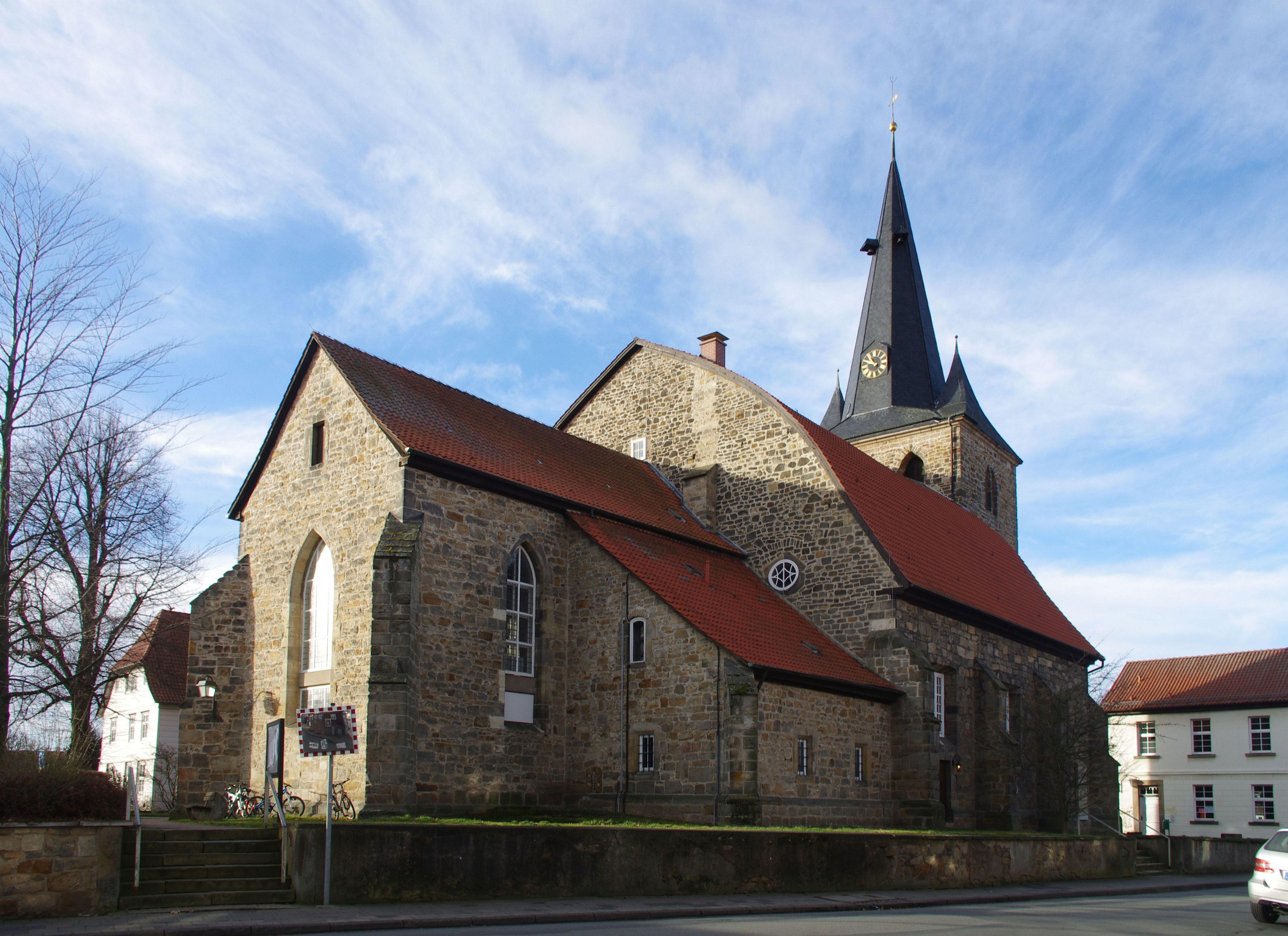
Die Kirche St. Lucas von Nordosten

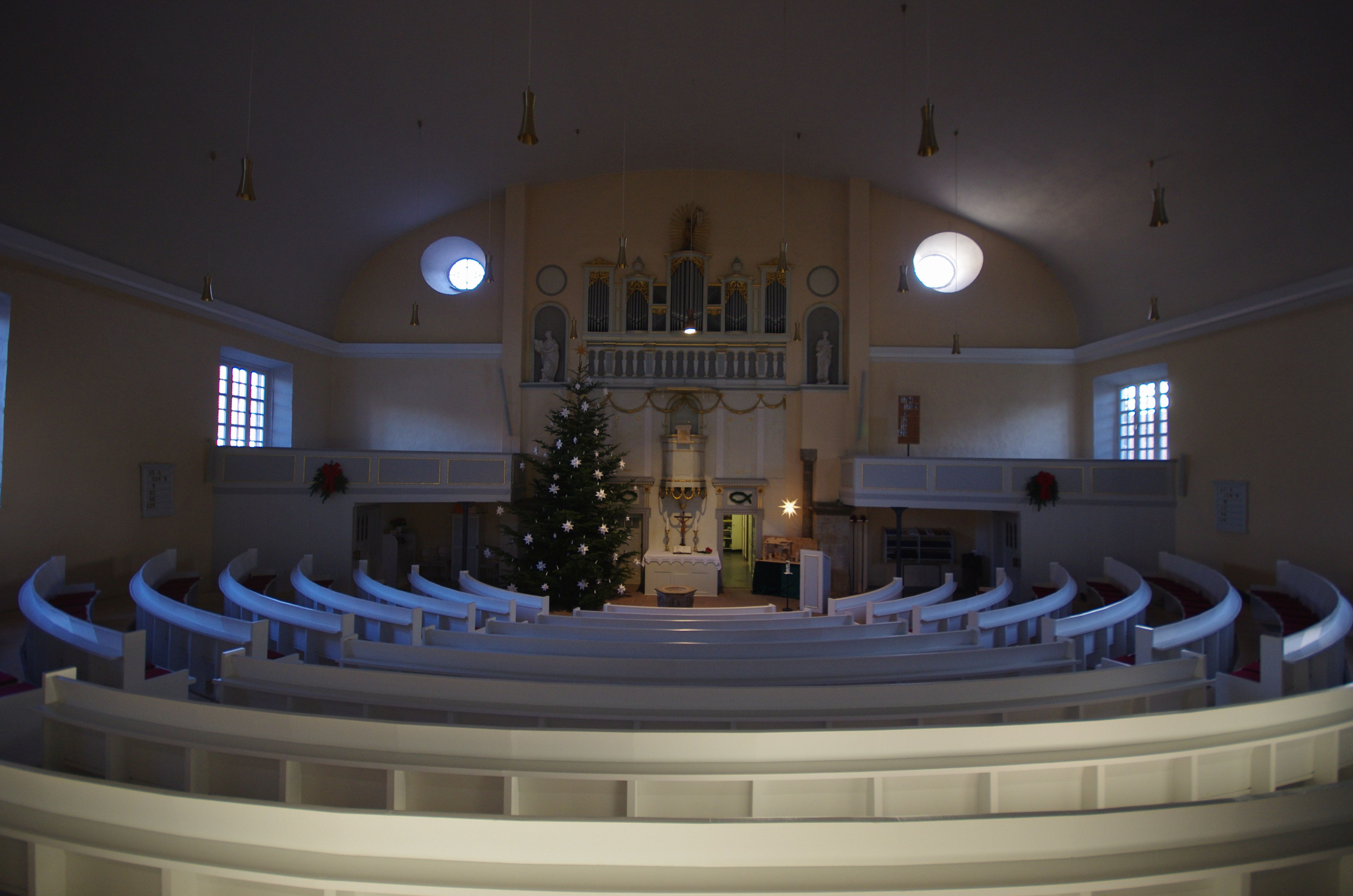
Die Altarwand mit Altar, Kanzelkorb und Orgelprospekt

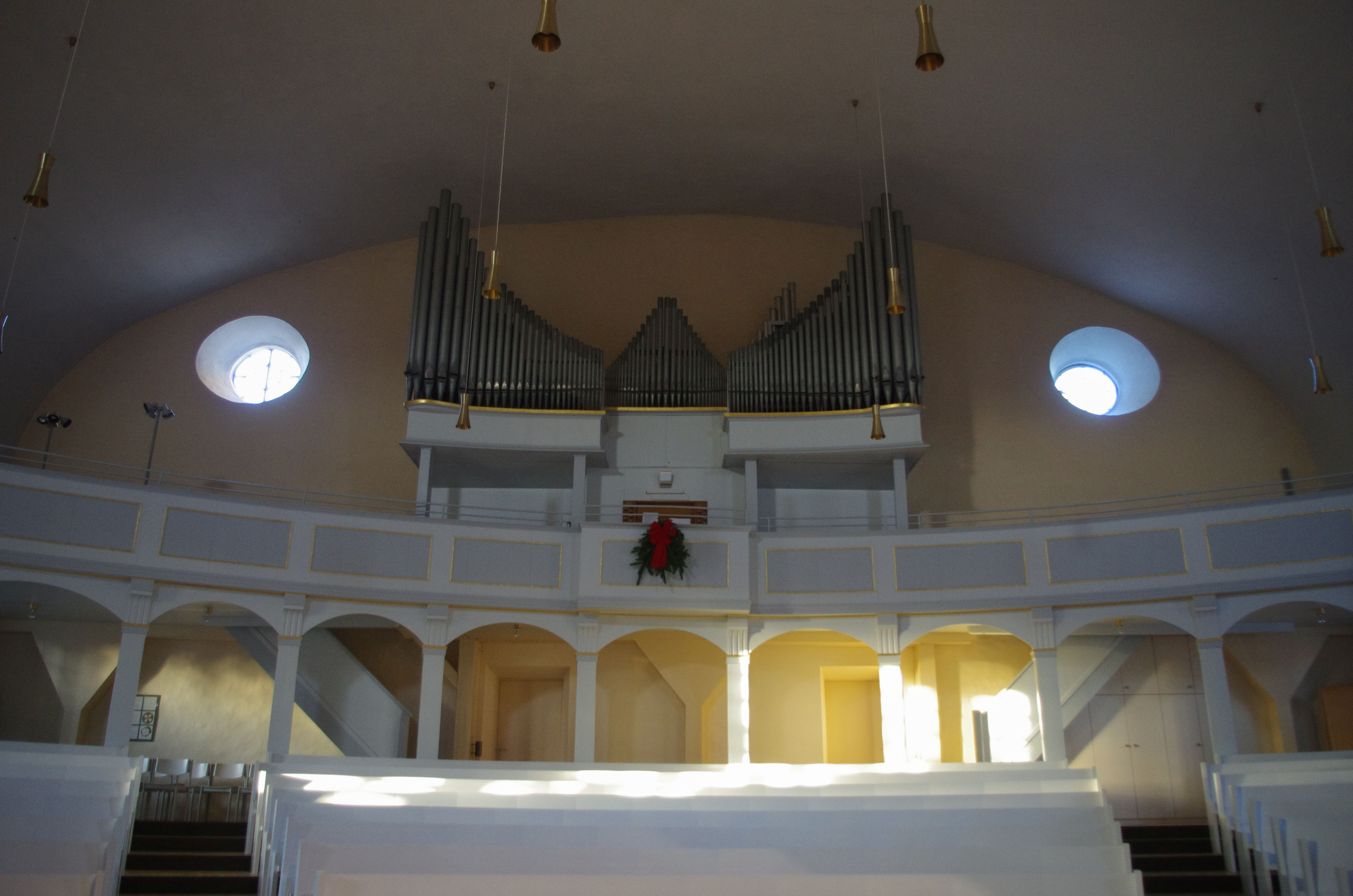
Empore mit Orgel

Die evangelisch-lutherische Kirche St. Lucas in der Kleinstadt Pattensen der Region Hannover in Niedersachsen liegt am Corvinusplatz. Der Reformator Anton Corvinus war ab 1542 Pfarrer in Pattensen. Im Norden der Kirche befindet sich die Dammstraße, diese ist von einer niedrigen Kirchhofmauer abgegrenzt.

## Geschichte
Die Kirche wurde im Ursprung im 12. Jahrhundert erbaut. Es ist wohl eine Gründung des Bistums Minden. Es war eine dreischiffige, romanische Basilika wahrscheinlich mit Querhaus und einem geraden Chor. Von dieser Basilika sind nur noch Reste im Triumphbogen sichtbar. Der Westturm wurde in der Mitte des 13. Jahrhunderts erbaut. Um 1400 wurde eine größere Halle auf den Grundmauern der alten Kirche errichtet. Von 1801 bis 1802 wurde die Kirche in den heutigen Saalbau umgebaut, wobei die Gewölbe des Schiffes und des Chores, ebenso die Pfeiler, entfernt wurden.

## Die Kirche
Das heutige Langhaus hat einen fast quadratischen Grundriss. Erbaut wurde die Kirche aus gequaderten Steinen, teils auch aus Bruchstein. Die beiden westlichen Portale wurden mit 1398 und 1407 datiert, es sind wohl die Daten des Umbaus in einen gotischen Bau. Es entstand auf den Grundmauern der alten Kirche eine dreischiffige Halle mit drei Joch Länge und einem zwei Joch breiten Chor. Um 1500 wurde an der Nordost-Seite der Kirche eine Sakristei angebaut. Ein gravierende Umbau der Kirche erfolgte ab 1801 nach Plänen des Ingenieurhauptmanns Georg Siegmund Otto Lasius  aus Hannover mit einer klassizistischen Neuausstattung des nunmehr stützenlosen Innenraums.
Die gotischen Fenster des Schiffes wurden bei diesem Umbau durch rechteckige Fenster ersetzt.
Der Westturm wurde in der Mitte des 13. Jahrhunderts erbaut. Auf einem Sockel und dem Untergeschoss befinden sich Ecklisenen, der obere Teil des Turms hat keine Gliederung. Unter dem Dach befinden sich spitzbogige Schallarkaden. Der Haupthelm ist achteckig, rechts und links befinden sich zwei kleine Helme. Der Helm wurde um 1890 in der heutigen Form errichtet.
Die Kirche wurde von 1967 bis 1968 renoviert.

## Das Innere

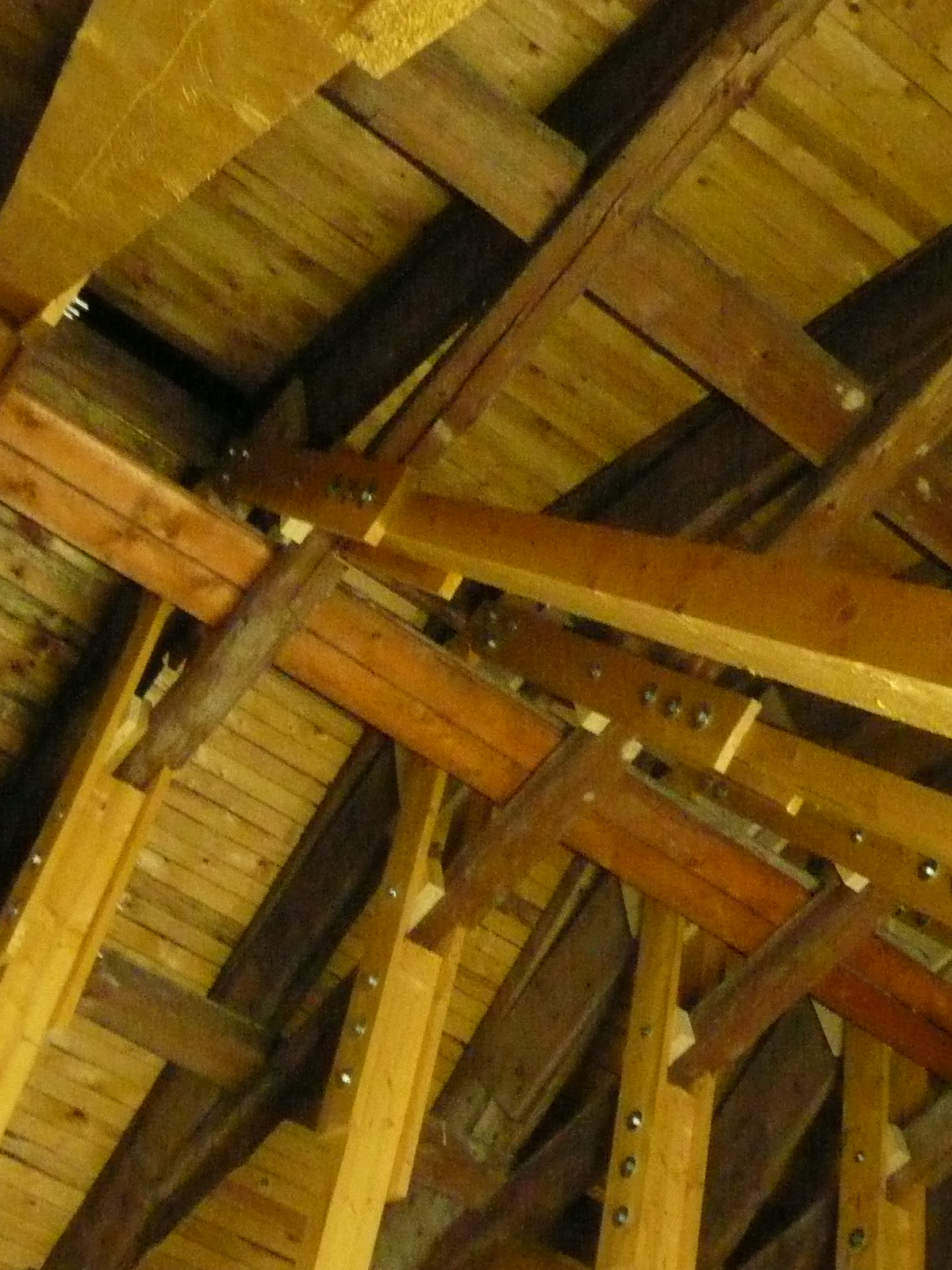
Dachraum mit Blick hinauf zum First. Die ursprüngliche Konstruktion des Bohlendachs von 1801/02 mit seinen filigranen Sparren ist an der dunklen Farbe zu erkennen. Gelb eingefärbte Hölzer sind moderne Stützkonstruktionen zur Queraussteifung und vollflächigen Verschalung.

Das von einem flachen Segmentbogengewölbe überspannte Innere wird dominiert von bei dem klassizistischen Umbau eingefügten halbkreisförmigen, ansteigenden Gestühlanordnung. 
Die Kanzelaltar-Wand wurde im ersten Viertel des 19. Jahrhunderts errichtet und trennt das Schiff vom Chor. Seit 1966 befinden sich dort separate Räume der Gemeinde.
Über dem Kanzelaltar befindet sich eine Orgelempore mit einem Orgelprospekt. Der Orgelprospekt hat fünf Achsen, rechts und links vom Prospekt befinden sich zwei Apostel in Nischen. Die Orgel mit einem neuen Orgelprospekt befindet sich heute über der Westempore. Diese Orgel wurde 1954 von Emil Hammer erbaut, dabei wurden Pfeifen der Orgel über dem Altar verwendet. Der Taufstein stammt aus der zweiten Hälfte des 17. Jahrhunderts und sitzt auf einem Sockel des 19. Jahrhunderts.
Die ehemalige Sakristei zeigt ein Kreuzrippengewölbe. Das Obergeschoss der Sakristei war zum Chor hin offen und diente wahrscheinlich als Adelsempore.

## Das Dachwerk (Bohlendach)
Über dem Kirchenschiff entstand beim Umbau 1801/02 ein bogenförgiges Dach, wobei sich Lasius ausdrücklich auf Berliner Konstruktionsvorbilder aus dem Umfeld von David Gilly berief. Das auffällige Dach ist in der Literatur originellerweise als „Tudorbogen-Dach“ bezeichnet worden. Baukonstruktiv handelt es sich um ein Bohlendach – eines der wenigen in Niedersachsen erhaltenen Beispiele solcher Dachwerke aus dem 19. Jahrhundert. Auch der obere Abschluss des Kirchenraums ist mit einem Holzgewölbe in Bohlenbauweise konstruiert worden. Beides konnte durchaus nicht die anfangs versprochenen Erwartungen an Haltbarkeit und Dauerhaftigkeit der neuartigen Baukonstruktion erfüllen, so dass umfangreiche zusätzliche Stützkonstruktionen eingebaut werden mussten, welche die besonderen Bohlenkonstruktionen im Dachraum heute erst auf den zweiten Blick erkennen lassen. Bauschadensgeschichten sind ein typisches Merkmal der bautechnikgeschichtlich bedeutsamen Bohlendächer.